# Анган, Паскаль
Жан Луи Паска́ль Анга́н (фр. Jean Louis Pascal Angan; 19 апреля 1986, Одиенне, Кот-д’Ивуар) — ивуарийско-бенинский футболист, полузащитник клуба «Тюрк Окагл Лимасол». Выступал в сборной Бенина.

## Клубная карьера
Паскаль начинал свою футбольную карьеру, выступая за ивуарийские клубы «Денгеле» и «Иссия Вази». В 2006 году он присоединился к бенинской команде «Тоннер д’Абомей». Проведя в Бенине два сезона и выиграв чемпионский титул 2007 года, полузащитник перешёл в «Видад» из Марокко.
В сезоне 2009/10 Анган стал чемпионом Марокко. В Лиге чемпионов КАФ 2011 Паскаль принял участие в 8 матчах и забил 2 мяча, один из которых стал решающим в двухматчевом противостоянии с «Эньимбой» в полуфинале. В финале марокканский клуб уступил клубу «Эсперанс».
Не имея постоянного места в основном составе и проведя только 53 матча в чемпионате за 4 сезона, бенинец решил покинуть «Видад» и в июле 2012 года подписал трёхлетний контракт с алжирским «Белуиздад».
В конце 2013 года Паскаль перешёл в «Исмаили», выступающий в Египетской Премьер-лиге. В 2014 году присоединился к кувейтскому клубу «Аль-Наср».

## Карьера в сборной
25 марта 2009 года Анган был впервые вызван в сборную Бенина на матч против сборной Ганы, однако на поле не появился. Паскаль был включён в заявку бенинцев на Кубок африканских наций 2010. На турнире принял участие только в заключительном матче группового этапа против сборной Египта.
Паскаль принимал участие в отборочных матчах своей сборной к Чемпионатам мира 2010 и 2014. Однако бенинцы не смогли пробиться в финальную часть мировых первенств.

## Достижения
«Тоннер д’Абомей»:
- Чемпион Бенина (1): 2007

«Видад»:
- Чемпион Марокко (1): 2009/10